# Филип Човић
Филип Човић (Београд, 5. јун 1989) бивши је српски кошаркаш. Играо је на позицији плејмејкера.

## Каријера
Прошао је кроз омладинску школу ФМП Железника, клуба чији је тадашњи председник био његов отац. Под окриљем овог клуба заиграо је и као сениор од сезоне 2006/07, а након интеграције ФМП-а са Црвеном звездом од 2011. бранио је и боје црвено-белих, све до октобра 2012. када је напустио клуб. У јануару 2013. потписао је за новосадску Војводину Србијагас, у којој се задржао до краја те сезоне. У августу 2013. потписао је уговор са грчким КАОД-ом, али је клуб напустио у децембру исте године и вратио се у ФМП. Дана 16. априла 2018. године вратио се у Црвену звезду. Са црвено-белима је у сезони 2017/18. освојио Суперлигу Србије, док у наредној 2018/19. сезони поред још једне титуле првака Србије осваја и Јадранску лигу као и Јадрански Суперкуп. У фебруару 2020. је прослеђен на позајмицу у ФМП до краја сезоне 2019/20. И сезону 2020/21. провео је у клубу из Железника, а потом је завршио играчку каријеру.
Човић је био члан јуниорске репрезентације Србије која је 2007. освојила Европско првенство у Мадриду. Такође је са националним тимом освојио сребрну медаљу на Медитеранским играма 2013. године у Мерсину.
Син је Небојше Човића, српског политичара и спортског функционера.

## Успеси

### Клупски
- ФМП Железник:
  - Куп Радивоја Кораћа (1): 2007.
- Црвена звезда:
  - Првенство Србије (2): 2017/18, 2018/19.
  - Јадранска лига (1): 2018/19.
  - Суперкуп Јадранске лиге (1): 2018.

### Репрезентативни
- Европско првенство до 18 година:  2007.
- Медитеранске игре:  2013.